# Петровский, Пётр Григорьевич
Пётр Григорьевич Петровский (1 [13] октября 1899, Екатеринослав — 11 сентября 1941, Орёл) — российский революционер, партийный деятель, делегат VIII, X, XI, XII, XIII, XIV и XV съездов партии, 5 и 6 конгрессов Коминтерна, профессор.

## Биография
Сын Г. И. Петровского, брат Л. Г. Петровского и А. Г. Петровской (Загер). Член РСДРП(б) с 1916, в 1917 окончил гимназию.
С февраля 1917 по февраль 1918 помощник секретаря, член Рождественского комитета РСДРП(б) в Петрограде. В 1917 секретарь Выборгского райкома РСДРП(б) в Петрограде, участвовал в штурме Зимнего дворца. С октября по ноябрь 1917 в Красной гвардии в Петрограде. С марта по май 1918 председатель Агитационно-организационной коллегии городского районного комитета РКП(б) в Москве. В июле 1918 помощник комиссара штаба 4-й армии на Восточном фронте, до сентября 1918 председатель ЧК при политическом отделе штаба 4-й армии, товарищ председателя Самарской губернской фронтовой ЧК. С октября 1918 в 22-й стрелковой дивизии 4-й армии. С ноября по декабрь 1918 комиссар штаба 4-й армии на Восточном фронте. С декабря 1918 по январь 1919 председатель Самарской губернской ЧК, заместитель военкома 22-й стрелковой дивизии, член Уральского областного революционного комитета. С января 1919 военком, начальник политического отдела 22-й стрелковой дивизии. С февраля 1919 заведующий Уральским губернским отделом управления. С февраля 1919 по февраль 1921 главный редактор газеты «Яицкая правда» в Уральске, также с апреля по сентябрь 1919 председатель Уральского городского комитета РКП(б), председатель Уральского городского революционного комитета, с июня 1919 по июль 1920 секретарь Уральского губернского комитета РКП(б), с сентября 1919 член Правления Уральского губернского Союза работников советских учреждений, с июля по октябрь 1920 комиссар Уральской боевой дружины, и до июля 1921 ответственный секретарь Уральского губернского комитета РКП(б). В марте 1921 участник подавления  Кронштадтского мятежа. С июля по декабрь 1921 председатель Тверского губернского СНХ. С 15 декабря 1921 по 23 марта 1922 ответственный секретарь Тверского губернского комитета РКП(б), также с марта по октябрь 1922 военком, начальник политического отдела 6-й Орловской стрелковой дивизии.
В 1922 начальник Главного управления высших учебных заведений Народного комиссариата просвещения РСФСР, в 1922—1925 член ЦК РКСМ. С ноября 1922 по декабрь 1923 заместитель заведующего Политико-просветительным отделом ЦК РКСМ. С декабря 1923 по апрель 1924 ответственный секретарь Московского комитета РКСМ. С 1923 по 1925 председатель делегации ЦК РКСМ в Коммунистическом Интернационале Молодёжи и редактор журнала «Интернационал молодёжи». С апреля 1924 по март 1926 слушатель Курсов марксизма-ленинизма при Социалистической академии.
С 1925 на нелегальной работе в Германии и Чехословакии, в том же году арестован в Нидерландах; в 1926 освобождён.
С февраля 1926 по март 1927 заместитель заведующего Агитационно-пропагандистским отделом Ленинградского городского комитета ВКП(б). С октября 1926 по декабрь 1928 ответственный редактор журнала «Звезда», член редакционной коллегии и ответственный редактор газеты «Ленинградская правда».
С декабря 1928 по январь 1929 в распоряжении ЦК ВКП(б). С января 1929 по май 1931 заместитель редактора журнала «Нижнее Поволжье» в Саратове. С мая по ноябрь 1931 заведующий Отделом кадров, заместитель директора Всесоюзного института зернового хозяйства в Саратове. С 1932 преподаватель политической экономии Саратовского института механизации и электрификации сельского хозяйства.

## Репрессии
28 сентября 1932 арестован за подписание манифеста М. Н. Рютина «Ко всем членам ВКП(б)». 11 октября того же года осуждён к ссылке на один год в Актюбинск. С октября 1932 плановик Управления уполномоченного по сельскохозяйственным заготовкам по Актюбинской области. 18 февраля 1933 арестован и 19 апреля того же года осуждён к трём годам лишения свободы, однако уже в июле 1934 освобождён. С октября 1934 ответственный инструктор Объединённого государственного издательства.
23 февраля 1937 снова арестован. 10 ноября 1937 по обвинению в принадлежности к антисоветской организации осуждён к 15 годам лишения свободы и 5 годам поражения в правах. 11 сентября 1941 расстрелян около Орла по приговору  Военной коллегии Верховного суда СССР. Реабилитирован посмертно 19 сентября 1957 определением Военной коллегии Верховного Суда СССР.